# رجب مقبل
رجب وعلان مقبل مواليد 1959، مثل السعودية في الألعاب الأولمبية الصيفية 1984 التي أقيمت في لوس أنجلوس حيث شارك في سباق الدراجات على الطريق للفردي وجاء في المركز الرابع والعشرين.

## روابط خارجية
- رجب مقبل على موقع أوليمبيديا (الإنجليزية)